# 圜丘壇

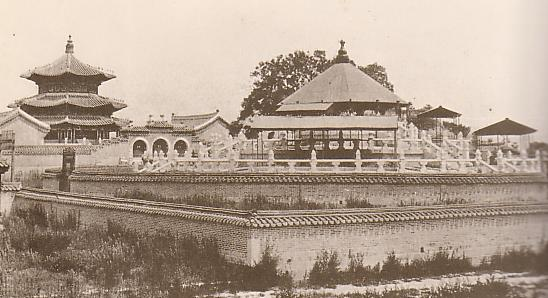
昔の圜丘壇

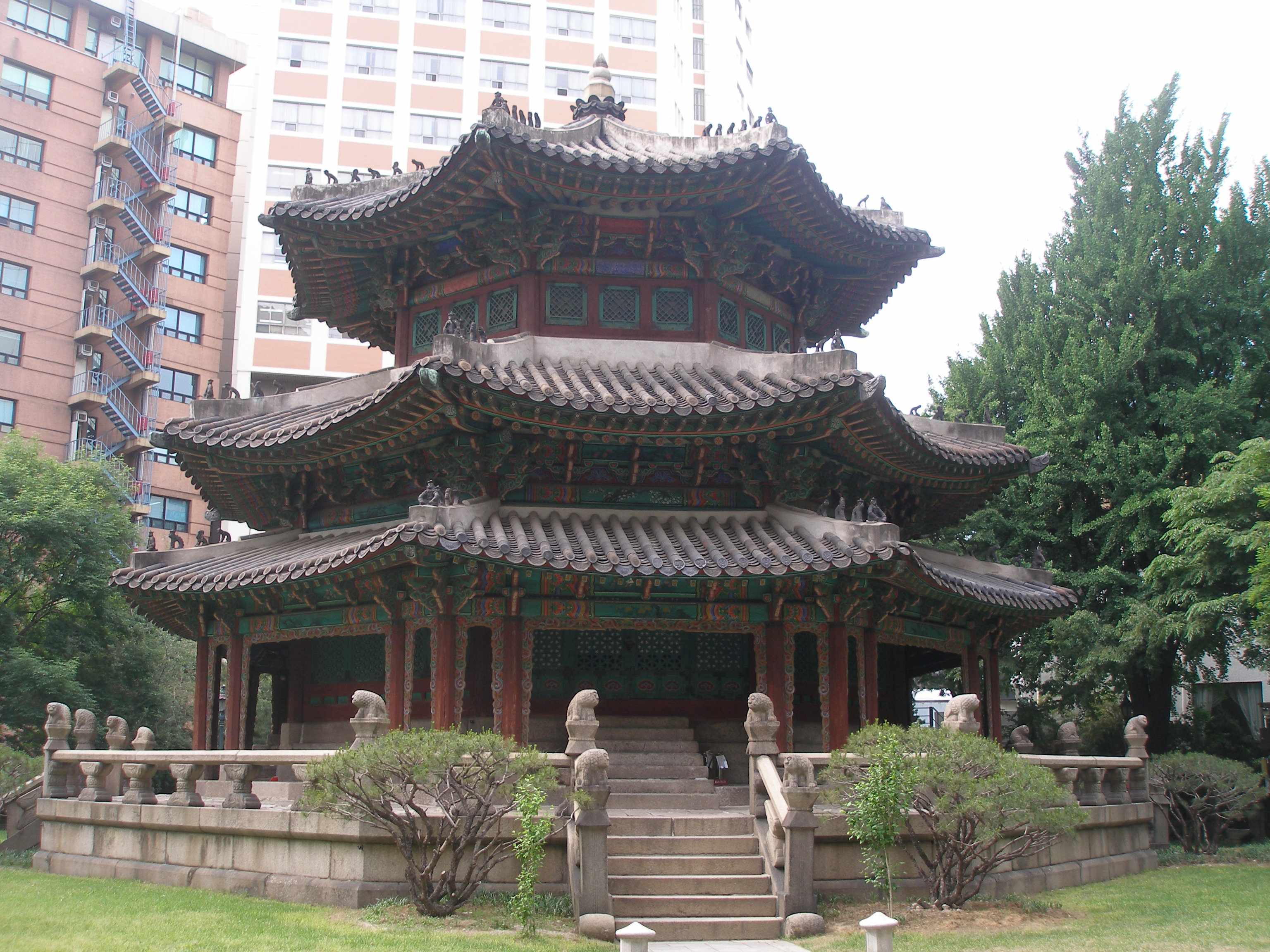
現在の皇穹宇

圜丘壇（えんきゅうだん）は、ソウルにある祭天の儀式が行われた史跡である。円丘壇（원구단、ウォングダン）ともいう。大韓民国指定史跡第157号となっている。ウェスティン朝鮮ホテルの敷地にある。
中国では、古来から皇帝が天壇で祭天の儀式を行っていた。しかし、朝鮮では、祭天を行う事ができるのは中国の皇帝だけであり、中国の皇帝から冊封されている朝鮮国王は、祭天を行えないとされていた。ところが、日清戦争で日本が清に勝った結果、下関条約で朝鮮は中国からの独立が認められ、1897年に朝鮮国王は大韓帝国皇帝に昇格した。そのため、独自に祭天を行うこととなり、中国の天壇のまねをして圜丘壇を作った。
圜丘壇は、1897年に作られ、円錐形の屋根が付いた3層の壇だった。1899年には、圜丘壇の北に3層8角亭の皇穹宇（황궁우、ホァングンウ）を建てた。1910年に韓国併合により日本の植民地となり皇帝も剥奪されたため、祭天儀式は行えなくなった。1914年に円丘壇が撤去され、朝鮮ホテルを建てた。
現在は、円丘壇そのものは残っていないが、皇穹宇、石鼓（석고、ソッコ）、門などが残っている。